# Alejandra Cárdenas
María Alejandra Cárdenas (Calabozo, 28 de abril de 1982) es una modelo, empresaria y diseñadora de moda venezolana.

## Biografía

### Vida personal
María Alejandra Cárdenas nació en Calabozo, Estado Guárico. Fue criada por sus abuelos hasta cumplir su mayoría de edad. A los 18 años se mudó a Caracas para iniciar sus estudios en modelaje, también incursionó en el sector comercial donde conoció a Kevork Marsuian con quien luego contrajo matrimonio. Tras el repentino fallecimiento de su esposo, Cárdenas decidió enfocarse en el mundo del modelaje y el diseño textil.

## Trayectoria
En el año 2012 comenzó su carrera profesional como modelo.
Obtuvo su primera entrevista con la revista Ocean Drive en el año 2014 donde anunciaba el inicio de su carrera como diseñadora de moda.
En el 2016 participó en cursos sobre Nutricionista Deportiva en la Federación Venezolana de Fisicoculturismo y Fitness (FVFC), talleres de Oratoria, Entrenamiento Funcional y Marketing Digital.
Cárdenas creó de su propia marca de ropa llamada Carian en el año 2020.
En octubre del 2022 posó para los fotógrafos José Mata y Samuel Betancourt, quienes junto a la marca Gionel and Giovanni realizaron un trabajo para crear conciencia sobre el mes de sensibilización sobre el cáncer de mama.